# Hugo Lloris
Hugo Hadrien Dominique Lloris (französisch [yˌgoloˈʀis]; * 26. Dezember 1986 in Nizza) ist ein französischer Fußballtorwart, der seit 2024 beim Los Angeles FC spielt. Er war von 2008 bis 2022 in der französischen Nationalmannschaft aktiv, deren Rekordspieler er mit 145 Einsätzen ist.
2018 wurde Lloris als Mannschaftskapitän der französischen Nationalmannschaft Weltmeister, 2022 Vizeweltmeister. Mit 20 Partien bei Fußballweltmeisterschaften hat er mehr WM-Einsätze als jeder andere Torhüter der Geschichte.

## Vereinskarriere

### OGC Nizza
Hugo Lloris kommt aus der Jugendabteilung des unterklassigen Vereins CEDAC Cimiez Nizza, bei dem er von September 1993 bis zum Sommer 1997 aktiv war. Von dort wechselte er in den Nachwuchsbereich des französischen Erstligisten OGC Nizza, für den er schließlich bis 2005 in den verschiedenen Jugendspielklassen zum Einsatz kam, aber auch Erfahrung in der B-Mannschaft des Klubs sammelte. Sein Debüt in der ersten Mannschaft absolvierte er am 18. März 2006 (31. Spieltag) beim 1:0-Heimsieg über die AS Nancy. In der Saison 2006/07 wurde er gesetzter Stammtorhüter und bestritt bis auf ein Spiel alle Partien in dieser Spielzeit. Im Sommer 2007 zeigten bereits mehrere europäische Spitzenclubs großes Interesse an dem jungen Spieler, so z. B. Lazio Rom, AC Mailand oder Olympique Lyon. Daraufhin verlängerte Lloris seinen Vertrag bei Nizza um ein weiteres Jahr bis 2009. Nachdem bekannt geworden war, dass Grégory Coupet nach zwölf Jahren Olympique Lyon verlassen wird, entschied sich Lloris ein Jahr später für den Wechsel. Nizza erhielt 8,5 Millionen Euro Ablöse.

### Olympique Lyon
Für Lyon bestritt er sein erstes Ligaspiel am 10. August 2008 (1. Spieltag) beim 3:0-Heimsieg über den FC Toulouse. Am Saisonende verpasste sein neuer Klub die achte Meisterschaft in Folge und wurde hinter Girondins Bordeaux und Olympique Marseille Dritter. In der Champions League scheiterte Lyon am FC Barcelona, dem späteren Gewinner des Wettbewerbs. In der Saison 2009/10 wurde der Torwart mit Lyon Vizemeister hinter Marseille. Zu Beginn der Spielzeit wurde Lloris im September 2009 zum Spieler des Monats gewählt. Nach Siegen über Real Madrid und die Landsleute aus Bordeaux drang Lyon in dieser Champions-League-Saison bis ins Halbfinale vor und verlor dann beide Spiele gegen den FC Bayern München. Am Ende der Saison 2010/11 wurde Lloris bereits zum dritten Mal nach 2008 und 2010 als ligabester Torhüter in Frankreich ausgezeichnet. 

### Tottenham Hotspur
Am letzten Tag der Transferperiode des Sommers 2012 unterschrieb er einen Vertrag bei Tottenham Hotspur. Die Ablösesumme betrug 12,6 Millionen Euro und konnte sich erfolgsabhängig auf bis zu 19 Millionen Euro erhöhen. Bei den Spurs löste er die altgedienten Torwartlegenden Carlo Cudicini und Brad Friedel ab.

### Los Angeles FC
Zum 1. Januar 2024 wechselte Lloris in die Major League Soccer zum Los Angeles FC. Er unterschrieb einen Vertrag für die Saison 2024 mit der Option auf zwei weitere Jahre.

## Nationalmannschaft

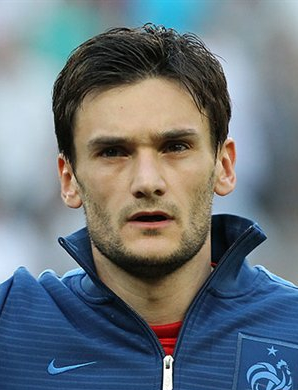
Hugo Lloris bei der Fußball-EM 2012.

Lloris durchlief ab der U-17-Nationalmannschaft alle Juniorenauswahlen Frankreichs. Mit der U-19 gewann er im Jahr 2005 die U-19-Europameisterschaft. Nachdem die Équipe Tricolore bei der Europameisterschaft 2008 enttäuschte, erfolgte ein Umbruch. So kam es, dass Trainer Raymond Domenech ihn und Steve Mandanda für die ersten beiden Qualifikationsspiele im September nominierte. Allerdings blieb Lloris zunächst nur die Zuschauerrolle, ehe er am 19. November 2008 im Freundschaftsspiel gegen Uruguay sein Debüt im Dress der Bleus gab. Nach einem weiteren Einsatz im Jahr 2009 setzte er sich 2010 endgültig als Stammtorhüter durch. Bei der Fußball-Weltmeisterschaft 2010 hütete er in allen Spielen das Tor, schied mit dem Nationalteam jedoch bereits nach der Gruppenphase aus. Vor dem Länderspiel gegen Deutschland bestätigte sein Nationaltrainer Laurent Blanc, dass Lloris Frankreich als Kapitän zur EM 2012 führen werde. Hugo Lloris stand demzufolge im Aufgebot für diese Europameisterschaft und wurde im ersten Gruppenspiel gegen England eingesetzt. Auch im weiteren Turnierverlauf führte er die Equipe Tricolore als Kapitän auf das Feld. Im Viertelfinale unterlag Frankreich dem späteren Turniersieger Spanien mit 0:2. In seinem 54. A-Länderspiel, Frankreichs 3:0-Sieg im November 2013, mit dem die Mannschaft sich für die WM-Endrunde in Brasilien qualifizierte, trug der Torhüter zum 30. Mal die Kapitänsbinde. Bei der WM war Lloris wieder Mannschaftskapitän; Frankreich schied im Viertelfinale gegen den späteren Weltmeister Deutschland mit 0:1 aus.
Bei der Europameisterschaft 2016 im eigenen Land war er als Nummer 1 und als Mannschaftskapitän im französischen Aufgebot gesetzt. Er stand in allen Turnierpartien bis zum Finale im Tor. Das Team verlor das Endspiel gegen Portugal mit 0:1 nach Verlängerung.
Am 2. Juni 2017 löste er beim Freundschaftsspiel gegen Paraguay mit seinem 88. Länderspiel Fabien Barthez als französischen Rekordnationaltorhüter ab. Bei der Weltmeisterschaft 2018 in Russland absolvierte Lloris im zweiten Gruppenspiel gegen Peru sein 100. Länderspiel.
Bei der Europameisterschaft 2021 gelangte er mit der französischen Auswahl bis ins Achtelfinale, ehe Frankreich dort gegen die Schweiz im Elfmeterschießen ausschied.
Bei der Weltmeisterschaft 2022 in Katar schloss er im Halbfinale (2:0 gegen Marokko) zu WM-Rekordtorhüter Manuel Neuer auf (je 19 Einsätze). Bereits zuvor, im Viertelfinale (2:1 gegen England), wurde er mit seinem 143. Einsatz für die Équipe vor Lilian Thuram zum Rekordnationalspieler Frankreichs. Bei der Finalniederlage gegen Argentinien (3:3, 7:5 n. E.) überbot er Neuer mit nun 20 Partien bei WM-Endrunden. Drei Wochen nach dem verlorenen WM-Finale verkündete der 36-Jährige seinen Rücktritt aus der Nationalmannschaft.

## Titel und Auszeichnungen
Nationalmannschaft
- Weltmeister: 2018
- UEFA-Nations-League-Sieger: 2021
- U19-Europameister 2005

Verein
- Französischer Pokalsieger: 2012
- U.S.-Pokalsieger: 2024

Auszeichnungen
- Torhüter des Jahres der Ligue 1:
  - Étoile d’Or: 2007/08, 2009/10 und 2010/11
  - Trophées UNFP du football: 2008/09, 2009/10 und 2011/12
- Spieler des Monats der Ligue 1: September 2009
- MLS All-Star: 2024